# Ausländerextremismus
Ausländerextremismus ist ein von deutschen Verfassungsschutzbehörden verwendeter Sammelbegriff für Aktivitäten der von ihnen beobachteten sogenannten „extremistischen oder terroristischen Ausländerorganisationen“, die Deutschland als „sicheren Rückzugsraum“ betrachten, von dem aus sie „ihre Ziele im Heimatland verfolgen können“.
Nach dem Landesamt für Verfassungsschutz Baden-Württemberg stellt er keinen eigenen Typus des Extremismus dar. Es könne sich dabei der Sache nach um „linksextremistische, extrem nationalistische, islamistische und andere Bestrebungen“ handeln. Ungeachtet dieser behördlichen Definition sind regelmäßig „Inländer“ des jeweiligen Landes an „ausländerextremistischen“ Organisationen beteiligt.

## Nicht-islamistische Organisationen
In Deutschland hatten Ende 2011 vom deutschen Verfassungsschutz als „extremistisch“, aber nicht „islamistisch“, eingestufte Ausländerorganisationen rund 26.410 Mitglieder. Zu diesen Organisationen bzw. Gruppierungen gehören nach dem Verfassungsschutzbericht des Innenministeriums Nordrhein-Westfalens unter anderem:
- Volkskongress Kurdistans (KONGRA-GEL) bzw. PKK
- Liberation Tigers of Tamil Eelam (LTTE; zu dt.: Befreiungstiger von Tamil Eelam)
- Arbeiterkommunistische Partei des Iran (API)
- Revolutionäre Volksbefreiungspartei-Front (DHKP-C)
- Marksist Leninist Komünist Parti (MLKP; Marxistisch-Leninistische Kommunistische Partei, Türkei) und Komünist Partisi –– İnşa Örgütü (KP-IÖ; Kommunistische Partei – Neue Aufbauorganisation)
- Nationaler Widerstandsrat des Iran (NWRI)
- Lëvizja Popullore e Kosovës (LPK; Volksbewegung des Kosovo)
- Fronti për Bashkim Kombëtar Shqiptar (FBKSh; Front für Albanische Nationale Vereinigung)

## Islamistische Organisationen
Ende 2011 gab es 30 bundesweit aktive islamistische Organisationen, deren Personenpotenzial mit 38.080 Mitgliedern/Anhängern (2010: 37.470) leicht angestiegen ist. Die Anhänger türkischer Gruppierungen bildeten mit 32.270 Personen (2010: 31.370) die größte Gruppe.
Von den rund 1 Million in Nordrhein-Westfalen lebenden Muslimen sind dies rund 8.500 Personen und damit weniger als 1 %. Der bei weitem größte Teil davon ist laut Verfassungsschutzbericht NRW dem legalistischen, nicht Gewalt anwendenden oder befürwortenden Spektrum zuzurechnen:
- Hamas
- Hizb Allah
- Hizb ut-Tahrir
- Moslembrüder: IGD/IZA
- Tabligh-i Jamaat
- IGMG
- Kaplan-Verband